# Scottish FA Cup 1996/97
Der Scottish FA Cup wurde 1996/97 zum 112. Mal ausgespielt. Der wichtigste schottische Fußball-Pokalwettbewerb der vom Schottischen Fußballverband geleitet wurde, begann im Dezember 1996 und endete mit dem Finale am 24. Mai 1997 im Glasgower Hampden Park. Die Glasgow Rangers, die durch einen 5:1-Sieg über Heart of Midlothian im Vorjahresfinale den Titel gewannen, schieden im diesjährigen Viertelfinale gegen Celtic Glasgow im Old-Firm-Derby aus. Mit einem 1:0-Finalsieg durch ein Tor von Paul Wright im insgesamt 112. Pokalendspiel des traditionsreichen Wettbewerbs konnte sich der FC Kilmarnock gegen den FC Falkirk den dritten Pokalerfolg nach 1920 und 1929 in der Vereinsgeschichte sichern. Durch den Gewinn im Pokal konnte sich  Kilmarnock gleichzeitig für die Europapokal der Pokalsieger-Saison 1997/98 qualifizieren.

## 1. Runde
|                | Ergebnis |                        |
| -------------- | -------- | ---------------------- |
| Albion Rovers  | 0:0      | Forfar Athletic        |
| Alloa Athletic | 3:1      | FC Hawick Royal Albert |
| Elgin City     | 0:3      | FC Whitehill Welfare   |
| FC Huntly      | 1:1      | FC Clyde               |

### Wiederholungsspiele
|                 | Ergebnis  |               |
| --------------- | --------- | ------------- |
| Forfar Athletic | 4:0       | Albion Rovers |
| FC Clyde        | 3:2 n. V. | FC Huntly     |

## 2. Runde
|                       | Ergebnis |                       |
| --------------------- | -------- | --------------------- |
| Berwick Rangers       | 2:1      | FC Peterhead          |
| FC Queen’s Park       | 2:1      | Gala Fairydean Rovers |
| Ayr United            | 0:2      | FC Clyde              |
| FC East Stirlingshire | 4:3      | Brora Rangers         |
| FC Spartans           | 0:0      | FC Arbroath           |
| FC Whitehill Welfare  | 2:3      | Queen of the South    |
| Brechin City          | 2:1      | FC Livingston         |
| FC Cowdenbeath        | 1:0      | FC Dumbarton          |
| Forfar Athletic       | 0:1      | Alloa Athletic        |
| Ross County           | 3:0      | FC Montrose           |
| FC Stenhousemuir      | 1:2      | Hamilton Academical   |
| FC Stranraer          | 1:1      | Inverness CT          |

### Wiederholungsspiele
|              | Ergebnis        |              |
| ------------ | --------------- | ------------ |
| FC Arbroath  | 3:0             | FC Spartans  |
| Inverness CT | ?:? (4:3 i. E.) | FC Stranraer |

## 3. Runde
|                      | Ergebnis |                       |
| -------------------- | -------- | --------------------- |
| Hibernian Edinburgh  | 2:2      | FC Aberdeen           |
| Airdrieonians FC     | 1:4      | Raith Rovers          |
| FC Clydebank         | 0:5      | Celtic Glasgow        |
| FC Arbroath          | 2:2      | Greenock Morton       |
| FC Clyde             | 3:1      | FC St. Mirren         |
| FC Dundee            | 3:1      | Queen of the South    |
| Dunfermline Athletic | 4:0      | Ross County           |
| FC Falkirk           | 1:1      | Berwick Rangers       |
| Heart of Midlothian  | 5:0      | FC Cowdenbeath        |
| Inverness CT         | 1:3      | Hamilton Academical   |
| FC Kilmarnock        | 2:0      | FC East Stirlingshire |
| Partick Thistle      | 0:2      | FC Motherwell         |
| FC Queen’s Park      | 1:3      | FC East Fife          |
| Glasgow Rangers      | 2:0      | FC St. Johnstone      |
| Stirling Albion      | 0:2      | Dundee United         |
| Brechin City         | 3:0      | Alloa Athletic        |

### Wiederholungsspiele
|                 | Ergebnis        |                     |
| --------------- | --------------- | ------------------- |
| FC Aberdeen     | ?:? (3:5 i. E.) | Hibernian Edinburgh |
| Greenock Morton | 4:0             | FC Arbroath         |
| Berwick Rangers | 1:2             | FC Falkirk          |

## Achtelfinale
|                     | Ergebnis |                      |
| ------------------- | -------- | -------------------- |
| Hibernian Edinburgh | 1:1      | Celtic Glasgow       |
| Heart of Midlothian | 1:1      | Dundee United        |
| Brechin City        | 1:2      | Raith Rovers         |
| FC Clyde            | 0:1      | FC Kilmarnock        |
| FC Falkirk          | 2:1      | Dunfermline Athletic |
| Greenock Morton     | 2:2      | FC Dundee            |
| FC Motherwell       | 1:1      | Hamilton Academical  |
| Glasgow Rangers     | 3:0      | FC East Fife         |

### Wiederholungsspiele
|                     | Ergebnis  |                     |
| ------------------- | --------- | ------------------- |
| FC Dundee           | 0:1 n. V. | Greenock Morton     |
| Celtic Glasgow      | 2:0       | Hibernian Edinburgh |
| Hamilton Academical | 0:2       | FC Motherwell       |
| Dundee United       | 1:0       | Heart of Midlothian |

## Viertelfinale
|                 | Ergebnis |                 |
| --------------- | -------- | --------------- |
| Dundee United   | 4:1      | FC Motherwell   |
| FC Falkirk      | 2:0      | Raith Rovers    |
| Greenock Morton | 2:5      | FC Kilmarnock   |
| Celtic Glasgow  | 2:0      | Glasgow Rangers |

## Halbfinale
Ausgetragen wurden die Begegnungen im April 1997.
|                | Ergebnis |               |
| -------------- | -------- | ------------- |
| Celtic Glasgow | 1:1      | FC Falkirk    |
| FC Kilmarnock  | 0:0      | Dundee United |

### Wiederholungsspiele
|               | Ergebnis |                |
| ------------- | -------- | -------------- |
| Dundee United | 0:1      | FC Kilmarnock  |
| FC Falkirk    | 1:0      | Celtic Glasgow |

## Finale
| FC Kilmarnock                                                               | FC Kilmarnock | FC Falkirk | FC Falkirk |
| --------------------------------------------------------------------------- | --- | --- | ---------- |
| FC Kilmarnock                                                               | \| Finale \| \| Samstag, 24. Mai 1997 um 15:00 Uhr (Ortszeit WEZ) in Glasgow (Hampden Park) \| \| Ergebnis: 1:0 (1:0) \| \| Zuschauer: 48.953 \| \| Schiedsrichter: Hugh Dallas \| \| Spielbericht \|                                           | \| Finale \| \| Samstag, 24. Mai 1997 um 15:00 Uhr (Ortszeit WEZ) in Glasgow (Hampden Park) \| \| Ergebnis: 1:0 (1:0) \| \| Zuschauer: 48.953 \| \| Schiedsrichter: Hugh Dallas \| \| Spielbericht \|                            | FC Falkirk |
| FC Kilmarnock                                                               | Dragoje Leković – Gus MacPherson, Dylan Kerr, Ray Montgomerie , Kevin McGowne – Mark Reilly, David Bagan (88. Ally Mitchell), Alex Burke, Gary Holt – Jim McIntyre (82. Tom Brown), Paul Wright (77. John Henry), Cheftrainer: Bobby Williamson | Craig Nelson – Jamie McGowan, Andy Seaton, Neil Oliver, Kevin James, Andy Gray – Scott MacKenzie, David Hagen, Kevin McAllister – Scott Crabbe (??. Albert Craig), Paul McGrillen (??. Gerhard Fellner) Cheftrainer: Alex Totten | FC Falkirk |
| FC Kilmarnock                                                               | 1:0 Paul Wright (21.) | | FC Falkirk |
| Finale                                                                      | | |            |
| Samstag, 24. Mai 1997 um 15:00 Uhr (Ortszeit WEZ) in Glasgow (Hampden Park) | | |            |
| Ergebnis: 1:0 (1:0)                                                         | | |            |
| Zuschauer: 48.953                                                           | | |            |
| Schiedsrichter: Hugh Dallas                                                 | | |            |
| Spielbericht                                                                | | |            |